# Frances Carr

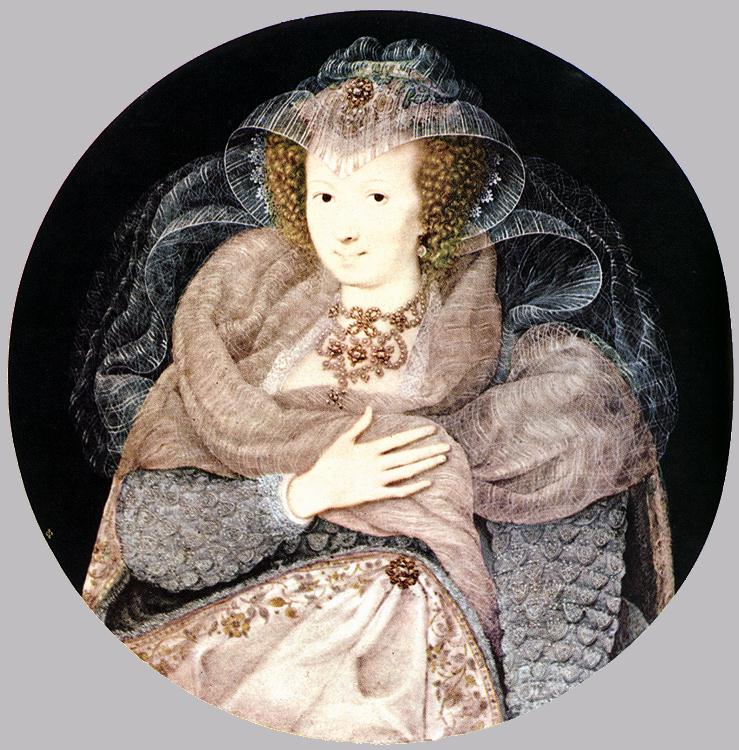
Frances Howard, retrato en miniatura de Isaac Oliver

Frances Carr, condesa de Somerset (31 de mayo de 1590 - 23 de agosto de 1632), nacida como Frances Howard, fue una noble inglesa que fue la figura central de un famoso escándalo y asesinato durante el reinado de Jacobo I de Inglaterra y VI de Escocia. Fue declarada culpable pero se salvó de la ejecución y finalmente fue perdonada por el rey y liberada de la Torre de Londres a principios de 1622.

## Familia
Nació como Frances Howard, hija de Lord Thomas Howard (más tarde primer conde de Suffolk) y su segunda esposa Catherine Knyvet. El padre de Frances era el segundo hijo de Thomas Howard, cuarto duque de Norfolk, un noble rico y poderoso de finales del siglo XVI y principios del XVII, y Margaret Audley, duquesa de Norfolk. Los abuelos maternos de Frances fueron Sir Henry Knyvet, de Charlton, Wiltshire, y Elizabeth Stumpe.

## Matrimonio fallido
Lady Frances Howard se casó a la edad de 14 años con Robert Devereux, tercer conde de Essex, de 13 años, nieto de Francis Walsingham. El matrimonio fue principalmente una unión política, y debido a la corta edad de ambos, no vivieron juntos.
Su marido fue enviado al Grand Tour de 1607 a 1609, aparentemente sin haber consumado el matrimonio. Cuando él regresó, ella hizo todo lo posible por evitarlo. En ese momento estaba gravemente enfermo de viruela. Estuvo en la corte y el 5 de junio de 1610 bailó como la "Ninfa de Lee" representando al río Lea de Essex en la mascarada Festival de Tetis.
Se había enamorado de Robert Carr, primer conde de Somerset. Cuando finalmente dio el paso para anular su matrimonio, incapaz de representarse legalmente a sí misma, su padre y su tío, Henry Howard, conde de Northampton, la representaron y redactaron el texto. La situación rápidamente atrajo la atención del público y fue ampliamente observada por aquellos con "mentes lascivas". Frances afirmó que había hecho todo lo posible por satisfacer sexualmente a su marido y que, sin tener culpa alguna, todavía era virgen. Fue examinada por diez matronas y dos parteras que encontraron su himen intacto. En aquel momento se rumoreaba ampliamente que la hija de Sir Thomas Monson era su sustituta, lo cual es posible, ya que había solicitado llevar velo durante el examen "por modestia".

El asunto fue objeto de burlas y comentarios obscenos en la corte, y tema de una balada:
Esta dama fue inspeccionada pero Fraude intervino. Una doncella de más perfección, a quien las parteras manejaron mientras el caballero sostenía la vela. Oh, hubo una inspección clara.
A su vez, Essex afirmó que era capaz con otras mujeres, pero que no pudo consumar su matrimonio. Según un amigo, una mañana (mientras charlaba con un grupo de compañeros masculinos) se levantó y alzó el camisón para mostrarles su erección, demostrando, al menos, que era físicamente capaz de excitarse. Cuando se le preguntó por qué sólo con ella fracasó, afirmó que "ella lo injuriaba y lo insultaba, llamándolo vaca, cobarde y bestia".
Los jueces consideraron seriamente la idea de una participación satánica y en un momento se propuso que Essex fuera a Polonia para ver si podían "deshechizarlo". La anulación languideció y posiblemente no se habría concedido si no fuera por la intervención del rey (Somerset era el favorito del rey Jacobo). Jacobo I concedió la anulación el 25 de septiembre de 1613 y Frances se casó con Somerset el 26 de diciembre en el palacio de Whitehall. Las celebraciones incluyeron una representación de la Máscara de las Flores, interpretada por abogados de Gray's Inn, que representaba una escena en Virginia.

## Un complot asesino
Sir Thomas Overbury, un amigo cercano y consejero de Somerset, había tratado de aconsejarle que no se casara con Frances Howard, pero la familia Howard y sus aliados eran poderosos. La facción de Howard persuadió al rey para que le ofreciera a Overbury el puesto de embajador en Rusia, sabiendo que él lo rechazaría para permanecer en Inglaterra al lado de Somerset. Cuando lo hizo, el rey lo vio como un insulto y encarceló a Overbury en la Torre de Londres, donde murió. La anulación del matrimonio de Frances y Essex se produjo once días después de la muerte de Overbury, en septiembre de 1613.
Dieciocho meses después, en el verano de 1615, el asistente de un boticario de Yorkshire confesó en su lecho de muerte que la condesa de Essex le había pagado 20 libras esterlinas para que le proporcionara venenos para asesinar a Overbury. El Secretario de Estado de Jacobo I, Sir Ralph Winwood, informó al rey sobre las acusaciones en septiembre y Jacobo, a su vez, instó a su Consejo Privado a investigar el asunto. La investigación y el juicio posteriores revelaron que Frances había estado envenenando subrepticiamente a Overbury durante algún tiempo antes de su muerte, introduciendo de contrabando jaleas y tartas en su cámara envenenadas con arsénico blanco y otros compuestos tóxicos.
El teniente de la Torre, Gervase Helwys, admitió que había recibido una confesión del guardián de Overbury, Richard Weston, de que la condesa de Essex lo había sobornado para que le administrara el veneno. Helwys interceptó los dulces envenenados en un momento dado y a partir de ese momento tomó la precaución de preparar la comida de Overbury en su cocina privada, teniendo cuidado de interceptar cualquier otro alimento antes de que pudiera llegar a Overbury.
Sin embargo, por temor a la influencia política de la condesa de Essex y porque su propio mecenas era el tío abuelo de Frances, Henry Howard, primer conde de Northampton, no tomó ninguna medida contra ella. Frances finalmente logró envenenar a Overbury con un enema de contrabando mezclado con cloruro de mercurio.
Frances y su marido fueron arrestados por el asesinato a mediados de octubre de 1615. El juicio reveló que Frances había suministrado el enema envenenado a través de una intermediaria, su dama de compañía Anne Turner. Helwys fue juzgado como cómplice y su patrón en la corte, Sir Thomas Monson, arrestado y encarcelado por su participación. Entre mediados de octubre y diciembre de 1615, Helwys, Turner, Weston y el boticario James Franklin fueron declarados culpables de cómplices de asesinato y ahorcados. El juicio de Monson se retrasó dos veces, en noviembre y diciembre de 1615, antes de que finalmente se retirara el procesamiento.
Frances Somerset admitió su complicidad en el crimen, su marido, sin embargo, siguió afirmando su inocencia. En 1616, Frances fue declarada culpable de asesinato, mientras que su marido fue declarado culpable de ser cómplice del hecho, cuando se demostró que quemó documentos incriminatorios y realizó sobornos para encubrir la participación de su esposa. La pareja fue condenada a muerte inicialmente, pero luego confinada en la Torre de por vida por orden de Jacobo I. Recibieron el perdón del rey en enero de 1622 y posteriormente fueron puestos en libertad. Murió 10 años después, a la edad de 42 años.
Lord y Lady Somerset tuvieron una hija, Anne, nacida mientras Frances estaba bajo arresto domiciliario,[4] antes de ser llevada a prisión en la Torre de Londres. La hermana de Frances, Lady Knollys, la cuidaba. Anne se casó con William Russell, primer duque de Bedford. A través de ella, Lady Somerset es la décima bisabuela de la actriz Celia Imrie.
Frances fue enterrada en la sede familiar en Audley End, Essex.